# シロアリ探知器
シロアリ探知器（シロアリたんちき）とはシロアリを探知する装置。

## 概要
シロアリの習性を利用して探知する。

## 方式
複数の方式があるが、どれも一長一短があるので複数の方式を組み合わせる方が確度が向上する。

### 音響方式
シロアリが木材を齧る時の特有の音（20 kHzから80 kHzの超音波）を検出する。摂食活動がなければ探知できず、振動や騒音のある環境下では利用が困難な場合がある。

### 化学物質検出方式
シロアリの体内で生成される揮発性有機化合物や腸内細菌によって生成される水素やメタンを検出する。いずれも間接的に検出する方法で濃度が低いので検出は困難。

### 電波方式
ドップラーレーダーで微弱なマイクロ波をシロアリ等の動く害虫に照射すると反射して戻ってくる周波数がずれるため、それを検出する。日本では2002年よりシロアリ業者や大学等の研究機関で使用されており、木部であれば最大10 cm程度、モルタルでは3 cm程度まで測定可能。移動を伴う行動がなければ探知できない。

### 赤外線方式
サーモグラフィで蟻道を可視化する。活動の活発な領域では温度が周囲よりも高くなる傾向があるのでそれを検出する。木材の深部には適さない。

## 書籍
- Predak, S.; et al. (2003年). "Inspection of Dielectric Materials with Microwaves". Nondestructive Characterization of Materials XI: Proceedings of the 11th International Symposium, Berlin, Germany, June 24-28, 2002. NONDESTRUCTIVE CHARACTERIZATION OF MATERIALS. Springer. pp. 281–290. ISBN 3540401547。

## 関連する特許
- アメリカ合衆国特許第 5,285,688号 - System for detecting wood-destroying insect infestations in wood
- アメリカ合衆国特許第 6,313,643号 - Termite detection system
- 特開平11−512178号 - しろありの検出システム(拒絶査定)
- 特許第4701384号 - 生物検出装置